# Bebrits Lajos
Bebrits Lajos (Teregova, 1891. december 14. – Budapest, 1963. augusztus 9.) magyar kommunista politikus, miniszter.
1910-től a MÁV-nál forgalmi tiszt volt. 1917-ben belépett az MSZDP-be. Az első világháború befejezése után Erdélyben élt. 1920-ban a bánáti vasutasszövetség titkára, 1922-ben az erdélyi és bánáti szakszervezeti tanács elnöke lett. 1923 és 1932 között az Amerikai Egyesült Államokban dolgozott a kommunista párt magyar szekciójának vezetőjeként, eközben az Új Előre-t szerkesztette. Újságcikkei jó íráskészségét és egysíkú életszemléletét bizonyították. A New York-i Kossuth-szobor felállítását például fasiszta, irredenta politikának látta. Az első magyar óceánrepülés propagandája olvasatában pedig „bitang, munkásellenes támadás” volt. Különféle sajtóperek után az amerikai hatóságok kitoloncolták. 1932-től 1945-ig a Szovjetunióban élt. 1937-ig vasutasként dolgozott, később az Igaz szó szerkesztője lett és a szovjet rádió magyar nyelvű adásainál segédkezett. 1934-ben megjelent „Tisztelt elvtárs” című könyvében azt fejtegette, miért különb a szovjet élet az amerikainál. 1938-ban trockista összeesküvés, diverzió és kémkedés vádjával letartóztatták. 21 hónapot töltött Sztálin börtöneiben, 1939 őszi bírósági tárgyalásán az ügyész felmentését kérte, és így szabadon bocsátották.
1945 és 1949 között kezdetben minisztériumi osztályvezető, később közlekedés- és postaügyi államtitkár, majd  1949. február 18-tól 1956. október 29-ig közlekedésügyi, illetve közlekedés- és postaügyi miniszter volt. 1945 és 1956 között nemzetgyűlési illetve országgyűlési képviselő. 1957 és 1959 között a Magyar Népköztársaság nagykövete volt Svédországban, Norvégiában és Izlandon. 1959 és 1962 között az Országos Idegenforgalmi Tanács főtitkára volt.

## Kitüntetései
- Kossuth-érdemrend III. fokozat (1948)[5]